# Alina Grijseels
Alina Grijseels (Wesel, 1996. április 12. –) német válogatott kézilabdázó, irányító, a román élvonalbeli CSM București játékosa.

## Pályafutása

### Klubcsapatokban
Grijseels a TV Biefang 1912 csapatában kezdett kézilabdázni, később játszott a TV Aldenrade utánpótláscsapatában is. 2013-ban kettős játékengedéllyel lett a harmadosztályú TuS Lintfortjátékosa. 2014-ben igazolt az akkor még másodosztályú Borussia Dortmund csapatához. 2015-ben jutottak fel a német élvonalba. 2016-ban Német-kupa döntőt játszhatott és a HC Leipzig ellen 28–29-re elvesztett döntő három gólt szerzett. 2021-ben német bajnok lett. 2022-ben 84 góljával csapata legeredményesebb játékosaként a Bajnokok Ligája góllövőlistájának hetedik helyén végzett. 2023-ban igazolt a francia bajnok Metz Handballhoz.

### A válogatottban
Grijseels tagja volt a német utánpótlásválogatottaknak, a 2016-os junior világbajnokságon negyedik helyezett lett. A felnőtt válogatottban 2018 márciusában mutatkozhatott be először, és az év végi Európa-bajnokság óta vesz részt világversenyeken. A 2021-es világbajnokságon Grijseels volt a német csapat leggólerősebb játékosa 35 találattal.
2021 óta Emily Bölkkel megosztva a német válogatott csapatkapitánya.

## Sikerei, díjai
- Német bajnok: 2021

- Év kézilabdázója Németországban: 2021,[8] 2022[9]